# Jill Rankin
Jill Rankin Schneider, est une joueuse américaine de basket-ball. Après sa carrière de joueuse, elle s'est destinée à une carrière d'entraîneuse.

## Biographie
Elle effectue son lycée à la Phillips High School du Texas, école où elle remporte le championnat d'état de Class 2A en 1976
. Elle dispute un match où elle inscrit 81 points lors de cette période. En 1976, elle rejoint le Wayland Baptist College, université dont elle défend les couleurs pendant trois saisons, avec un bilan final de 88 victoires pour 20 défaites. Elle obtient également des distinctions individuelles avec en particulier l'élection dans l'équipe All-American par Kodak en 1979. En 2012, elle détient toujours des records de son école, comme la moyenne de points sur une saison avec 29,6 ou le nombre de rebonds sur une saison avec 1 000 prises.
Elle est sélectionnée au sein de l'équipe américaine qui remporte le championnat du monde 1979, vingt-deux après la dernière victoire des Américaines dans cette compétition. La même année, elle remporte la coupe William R. Jones et obtient la médaille d'argent lors des jeux panaméricains.
Lors de sa dernière année universitaire, elle rejoint les Lady Vols de l'université du Tennessee, équipe dirigée par Pat Summitt, alors appelée Pat Head, entraîneuse qui la dirigé en équipe nationale. Les Lady Vols atteignent la finale du championnat national Association for Intercollegiate Athletics for Women (AIAW) mais s'inclinent face aux Monarchs d'Old Dominion sur le score de 68 à 53. Elle est de nouveau désignée Kodak All-America.
Elle participe à l'obtention de la qualification des joueuses américaines pour les jeux olympiques de 1980 à Moscou en terminant à la première place en compagnie de la Bulgarie, le bilan des deux équipes étant de six victoires pour une défaite. Toutefois, elle ne participe finalement pas à ces jeux en raison du boycott américain à la suite de l'invasion de l'Afghanistan. 
En entame ensuite une carrière d'entraîneuse, d'abord en tant qu'assistante au sein de son ancienne équipe des Lady Vols, puis avec les Longhorns du Texas, pendant cinq saisons, dont lors de l'année 1986 où l'école termine championne National Collegiate Athletic Association (NCAA) après une saison sans défaite. Elle débute ensuite sa carrière d'entraîneuse en chef, en high school à Lubbock  au Texas.
En 2011, elle se voit confier la direction de l'équipe américaine des 16 ans et moins, équipe qu'elle conduit à la victoire lors du championnat FIBA Americas de la catégorie d'âge.